# Leptodactylus pustulatus
Leptodactylus pustulatus és una espècie de granota que viu al Brasil.